# Бальбен
Бальбе́н (фр. Balbins) — колишній муніципалітет у Франції, у регіоні Овернь-Рона-Альпи, департамент Ізер. Населення — 386 осіб (2011).
Муніципалітет був розташований на відстані близько 450 км на південний схід від Парижа, 50 км на південний схід від Ліона, 50 км на північний захід від Гренобля.

## Історія
До 2015 року муніципалітет перебував у складі регіону Рона-Альпи. Від 1 січня 2016 року належав до нового об'єднаного регіону Овернь-Рона-Альпи.
1 січня 2019 року Бальбен і Орнасьє було об'єднано в новий муніципалітет Орнасьє-Бальбен.

## Демографія
Динаміка населення (INSEE ):
Розподіл населення за віком та статтю (2006):
| Стать | Всього | До 15 років | 15-24 | 25-44 | 45-64 | 65-85 | Понад 85 |
| --- | ------ | ----------- | ----- | ----- | ----- | ----- | -------- |
| Чоловіки | 220    | 48          | 28    | 56    | 72    | 16    | 0        |
| Жінки | 184    | 40          | 16    | 52    | 64    | 12    | 0        |
| \| Статево-вікова піраміда \| Статево-вікова піраміда \| Статево-вікова піраміда \| \| ----------------------- \| ----------------------- \| ----------------------- \| \| Чоловіки \| Вік \| Жінки \| \| 0 \| 85 + \| 0 \| \| 0 \| 80-84 \| 0 \| \| 4 \| 75-79 \| 4 \| \| 8 \| 70-74 \| 0 \| \| 4 \| 65-69 \| 8 \| \| 16 \| 60-64 \| 4 \| \| 36 \| 55-59 \| 24 \| \| 12 \| 50-54 \| 28 \| \| 8 \| 45-49 \| 8 \| \| 28 \| 40-44 \| 24 \| \| 12 \| 35-39 \| 8 \| \| 12 \| 30-34 \| 12 \| \| 4 \| 25-29 \| 8 \| \| 12 \| 20-24 \| 4 \| \| 16 \| 15-20 \| 12 \| \| 20 \| 10-14 \| 8 \| \| 8 \| 5-9 \| 24 \| \| 20 \| 0-4 \| 8 \| |        |             |       |       |       |       |          |
| Статево-вікова піраміда |        |             |       |       |       |       |          |
| Чоловіки | Вік    | Жінки       |       |       |       |       |          |
| 0 | 85 +   | 0           |       |       |       |       |          |
| 0 | 80-84  | 0           |       |       |       |       |          |
| 4 | 75-79  | 4           |       |       |       |       |          |
| 8 | 70-74  | 0           |       |       |       |       |          |
| 4 | 65-69  | 8           |       |       |       |       |          |
| 16 | 60-64  | 4           |       |       |       |       |          |
| 36 | 55-59  | 24          |       |       |       |       |          |
| 12 | 50-54  | 28          |       |       |       |       |          |
| 8 | 45-49  | 8           |       |       |       |       |          |
| 28 | 40-44  | 24          |       |       |       |       |          |
| 12 | 35-39  | 8           |       |       |       |       |          |
| 12 | 30-34  | 12          |       |       |       |       |          |
| 4 | 25-29  | 8           |       |       |       |       |          |
| 12 | 20-24  | 4           |       |       |       |       |          |
| 16 | 15-20  | 12          |       |       |       |       |          |
| 20 | 10-14  | 8           |       |       |       |       |          |
| 8 | 5-9    | 24          |       |       |       |       |          |
| 20 | 0-4    | 8           |       |       |       |       |          |

## Економіка
2010 року серед 246 осіб працездатного віку (15—64 років) 174 були активними, 72 — неактивними (показник активності 70,7%, у 1999 році було 72,6%). З 174 активних мешканців працювали 162 особи (84 чоловіки та 78 жінок), безробітними було 12 (4 чоловіки та 8 жінок). Серед 72 неактивних 23 особи були учнями чи студентами, 36 — пенсіонерами, 13 були неактивними з інших причин.

У 2010 році в муніципалітеті числилось 156 оподаткованих домогосподарств, у яких проживали 415,5 особи, медіана доходів виносила 19 971 євро на одного особоспоживача